# Euryrhynchus amazoniensis
Euryrhynchus amazoniensis is een garnalensoort uit de familie van de Euryrhynchidae. De wetenschappelijke naam van de soort is voor het eerst geldig gepubliceerd in 1978 door Tiefenbacher.